# Telesto (mjesec)
Telesto (također Saturn XIII) je prirodni satelit planeta Saturn. Unutarnji pravilni satelit s oko 24 kilometra u promjeru i orbitalnim periodom od 1.887802 dana.
Telesto je Tetijin trojanac, nastanjen u Tetijinoj vodećoj Lagrangijanskoj točki ( L4 ). Još jedan mjesec, Kalipso, nalazi se u drugoj (pratećoj) Lagrangijskoj točki Tethysa, 60 stupnjeva u drugom smjeru od Tetije. Saturnov sustav ima dva dodatna trojanska mjeseca.
Cassini-Huygens izvršio je daleki prolet Telesta 11. listopada 2005. godine. Slike pokazuju da je njegova površina iznenađujuće glatka, bez malih kratera.